# Trinquet Vista Alegre
El Trinquet Vista alegre és el trinquet més antic de Dénia.
Construït el 1874 apegat a les muralles del castell, la mateixa paret de l'"escala" és la muralla del castell. Mesura 55 metres de llargària per 12 d'amplària. És un trinquet descobert, i tampoc té xarxa a sobre per a evitar que les pilotes se n'hi vagen. Té, però, il·luminació artificial. Abans disposava d'una galeria al "dau", amb la qual arribava a una capacitat de 500 espectadors. En l'actualitat és de propietat municipal.
Pel fet de ser un trinquet "noble" de terra, però de parets rugoses, és considerada com una canxa lenta i difícil de jugar.
Tot i que també s'hi jugava a escala i corda, són més habituals les partides de raspall. L'època gloriosa fou en les dècades dels anys 1930, 40 i 50. Nogensmenys, el Trinquet Vista alegre de Dénia fou el bressol de Rovell, pare del mític Rovellet. Altres pilotaris de renom que s'hi han criat han sigut Patena i Xaparrita (també "per dalt corda), i Franco i Banyetes a raspot.